# Winnie l'ourson : C'est la récré !
 (mars 2020).
Winnie l'ourson : C'est la récré ! (Disney's Pooh's Party Game: In Search of the Treasure), sorti sur PC et PlayStation, est un jeu vidéo dans lequel il faut aider Winnie et ses amis à trouver un trésor.

## Histoire

### Introduction
Winnie a mangé tous les pots de miel de Coco Lapin, et ce dernier le met dehors. Tigrou arrive et se retrouve avec un pot de miel collé sur la tête ; Coco Lapin et Winnie essayaient de l'aider à sortir la tête du pot de miel puis Porcinet et Petit Gourou arrivent à l'aide à leur tour. Juste après que Tigrou a la tête sortie du pot de miel, Maître Hibou arrive et Winnie découvre que Tigou a un morceau de papier collé sur la tête ; Maître Hibou le décolle et découvre que c'est une carte au trésor. En même temps, la taupe sort de son trou et se retrouve avec la carte au trésor collée sur la tête.

### Plateau 1
La Taupe a la carte au trésor dans le dos, mais les mouches la poursuivent. La taupe court pour semer les mouches mais s'enfuit avec la carte au trésor, et Winnie et ses amis se lancent à sa poursuite pour récupérer la carte.
Dans ce plateau, il faut rattraper la Taupe avant qu'elle n'arrive en fin de plateau. Ce plateau contient 35 cases.

### Plateau 2
Winnie et ses amis courent encore après la taupe. Coco Lapin réussit à enlever la carte du dos de la taupe et fait tomber tout le monde derrière lui. Winnie et ses amis (sauf Tigrou, sonné) regardent la carte et suivent le chemin indiqué mais au même moment un « éphélant » apparaît ; Winnie et ses amis courent pour le semer.
Dans ce plateau, il faut éviter de se faire attraper par l'éphélant. Ce plateau contient 70 cases.

### Plateau 3
Winnie et ses amis vont se cacher dans un grotte, mais l'éphélant disparaît. Winnie et ses amis sortent de la grotte et regardent le trésor, mais Maître Hibou l'arrache des mains de Coco Lapin et découvre qu'ils doivent retourner dans la grotte. la taupe les prévient que la grotte est en train de s'écrouler, aussi Winnie et ses amis courent à nouveau.
Dans ce plateau, il faut arriver au trésor avant que la grotte ne s'écroule. Ce plateau contient 90 cases.

### Conclusion
Winnie et ses amis trouvent enfin le trésor. Ils l'ouvrent et découvrent que ce sont des pots de miel. Peu après, tout le monde dort sauf Winnie et ce dernier mange tous les pots de miel puis s'endort. À son réveil il se rend compte que tout ceci était un rêve, et comme lors de l'introduction, Coco Lapin le pousse dehors.

### Les Cases
- Case Neige : Rend le personnage plus difficile à contrôler dans le prochain mini-jeu.
- Case Gagne du miel : Permet au personnage de gagner des pots de miel supplémentaires.
- Case Abeilles : Envoie un essaim d'abeilles pour ralentir les joueurs dans le prochain mini-jeu.
- Case Tonnerre : Fais perdre des pots de miel ou reculer le personnage sur le plateau.
- Case Étoile : Donne des pots de miel ou fait avancer le personnage.
- Case Neutre : Le personnage est en sécurité
- Case Mystère : Le personnage auras une surprise, mais pas forcément une bonne !
- Case Vent : Le personnage aura du mal à aller dans le bon sens dans le prochain mini-jeu.
- Case Raccourci : Permet au personnage d'avancer plus vite sur le plateau
- Case Perds du miel : Fait perdre les pots de miel du personnage.

## Les mini-jeux

### Les Fruits de Maître Hibou
Il faut aider Maître Hibou à ramasser les fruits et les presser dans le tonneau : dans ce jeu, il faut appuyer sur les touches haut, bas, droite et gauche pour déplacer le personnage et ramasser 15 fruits en mode facile, 25 en normal et 40 en difficile.

### Le flipper de Winnie
Dans ce jeu, il faut déplacer le personnage avec les touches haut et bas ou droite et gauche : pour gagner, il faut toucher les butoirs pour marquer 3 points ou toucher les balles avant les autres pour marquer 20 points. Le premier qui marque 100 points en mode facile, 200 en mode normal et 300 en difficile gagne le jeu.

### Tonnerre et frayeur pour Tigrou
Dans ce jeu, il faut placer des boîtes à tonnerre pour créer des chemins et en éloigner le personnage avant qu'elles n'explosent, sans quoi il perd un cœur. Le dernier joueur sur l'aire de jeu gagne. Chaque joueur commence le jeu avec trois cœurs en mode facile, deux en mode normal et un en difficile.

### La course de Coco Lapin
Coco Lapin a construit des chariots pour faire la course avec ses amis. Dans ce jeu, le premier joueur qui fait 5 tours en mode facile, 10 en normal et 15 en difficile gagne la course.

### Les citrouilles de Porcinet
Dans ce jeu, il faut aider Porcinet à ramasser des citrouilles : le premier qui ramasse 10 citrouilles en mode facile, 15 en normal et 20 en difficile gagne le jeu

## Voix françaises
- Hervé Rey : Porcinet
- Guy Piérauld : Grignotin
- Patrick Préjean : Tigrou
- Roger Carel : Winnie l'ourson et Coco Lapin

## Mode Multijoueur
Le jeu se joue sur les mêmes règles avec deux, trois ou quatre joueurs maximum.